# القضايا البيئية في الهند

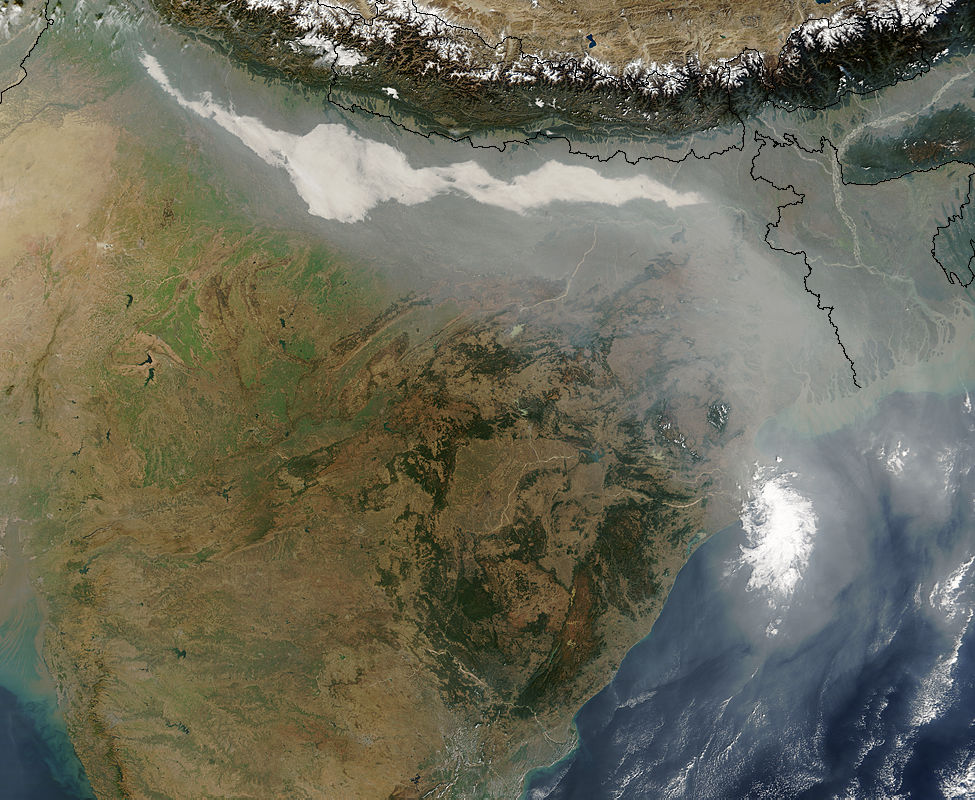

هناك العديد من القضايا البيئية في الهند، أهمها تلوث الهواء وتلوث المياه وانتشار القمامة والسلع المحظورة محليًا وتلوث البيئة الطبيعية. تُعد كل هذه القضايا تحديات ضخمة للهند. وتتسبب الطبيعة ببعض التأثيرات القاسية على الهند أيضًا. كان الوضع في أسوأ أوضاعه بين عام 1947 وعام 1995. ووفقًا لدراسات جمع البيانات وتقييمات البيئة التي أجراها خبراء البنك الدولي بين عامي 1995 و 2010، أحرزت الهند تقدمًا أسرع في معالجة قضاياها البيئية وتحسين جودتها البيئية في العالم. ومع ذلك، لا يزال أمام الهند طريق طويل للوصول إلى جودة بيئية مماثلة لتلك التي تتمتع بها البلدان ذات الاقتصادات المتقدمة. لا يزال التلوث يمثل تحديًا كبيرًا للهند إلى اليوم.
تُعد القضايا البيئية أحد الأسباب الرئيسية للأمراض والقضايا الصحية، وتؤثر على سبل العيش على المدى الطويل في الهند.

## القوانين والسياسات البيئية للهند
شهد الحكم البريطاني للهند عدة قوانين متعلقة بالبيئة، ومن أقدمها، قانون شور نيوسانس (بومباي وكولكاتا) لعام 1853 وقانون شركة الغاز الشرقية لعام 1857. فرض قانون العقوبات الهندي لعام 1860 غرامة على أي شخص أفسد طوعًا مياه أي ينبوع أو خزان عام. بالإضافة إلى ذلك، يعاقب القانون الأفعال المتهاونة والمهملة. وسنت الهند البريطانية أيضًا قوانين تهدف إلى السيطرة على تلوث الهواء، ومن أبرزها القانون البنغالي للإزعاج بالدخان لعام 1905 وقانون بومباي للإزعاج بالدخان لعام 1912. في حين فشلت هذه القوانين في تحقيق التأثير المطلوب، كانت التشريعات التي سنتها بريطانيا رائدة في تحسن التشريعات البيئية في الهند.
عند الاستقلال عن بريطانيا، اعتمدت الهند دستورًا بالإضافة إلى العديد من القوانين التي سنتها بريطانيا، دون أي نص دستوري محدد بشأن حماية البيئة. عدلت الهند دستورها عام 1976 لتنص المادة 48 (أ) من الجزء الرابع من الدستور المعدل على ما يلي: تعمل الدولة على حماية البيئة وتحسينها وحماية الغابات والحياة البرية في البلاد، وتفرض المادة 51 أ تفويضات بيئية إضافية على البلاد الهندية.
تشمل القوانين الهندية الأخرى من التاريخ الحديث قانون المياه، (منع التلوث والسيطرة عليه) لعام 1974 وقانون (الحفاظ) على الغابات لعام 1980 وقانون الهواء (منع التلوث والسيطرة عليه) لعام 1981. استُلهم قانون الهواء من القرارات التي اتُخذت في مؤتمر ستوكهولم، وقد حفزت كارثة بوبال للغاز حكومة الهند على سن قانون (حماية) البيئة لعام 1986. سنت الهند أيضًا مجموعة من قواعد التلوث الضوضائي (التنظيم والمراقبة) في عام 2000.
أنشأت الحكومة الهندية في عام 1985، وزارة البيئة والغابات. تُعد هذه الوزارة، المنظمة الإدارية المركزية في الهند لتنظيم وضمان حماية البيئة.
على الرغم من تمرير الحكومة المركزية في الهند القوانين البيئية، فإن واقع جودة البيئة ساء في الغالب بين عامي 1947 و 1990. لم يكن أمام فقراء الريف خيار سوى الحفاظ على حياتهم بأي طريقة ممكنة. وقد زادت انبعاثات الهواء وتفاقم تلوث المياه وانخفض الغطاء الحرجي.
أُدخلت الإصلاحات الهند ابتداء من التسعينيات. منذ ذلك الحين، وللمرة الأولى في التاريخ الهندي، انخفضت تركيزات ملوثات الهواء الرئيسية كل 5 سنوات. تؤكد بيانات الأقمار الصناعية بين عامي 1992 و 2010، على زيادة تغطية الغابات في الهند لأول مرة بأكثر من 4 ملايين هكتار، أي ما يساوي 7% من الانتشار البيئي. وفرضت الحكومة الهندية في أغسطس 2019 حظرًا على مستوى البلاد على المواد البلاستيكية ذات الاستخدام الواحد التي دخلت حيز التنفيذ في الثاني من أكتوبر.